# Región metropolitana de la Baixada Santista
La Región Metropolitana de la Baixada Santista fue creada mediante la Lei Complementar Estadual 815, el 30 de julio de 1996, convirtiéndose en la primera región metropolitana brasileña sin status de capital estatal. Se extiende sobre municipios pertenecientes tanto a la Mesorregión Metropolitana de São Paulo (donde se encuentra la Microrregión de Santos) como a la Mesorregión del Litoral Sur Paulista (concretamente, a la Microrregión de Itanhaém).

## Área territorial
- 2.422,8 km² (corresponde a menos del 1% de la superficie del Estado de São Paulo).

## Demografía
Es la tercera mayor región del Estado en términos de población, con unos 1.897.551 habitantes según las cifras preliminares del censo de población 2015 realizado por el IBGE

## Aspectos económicos

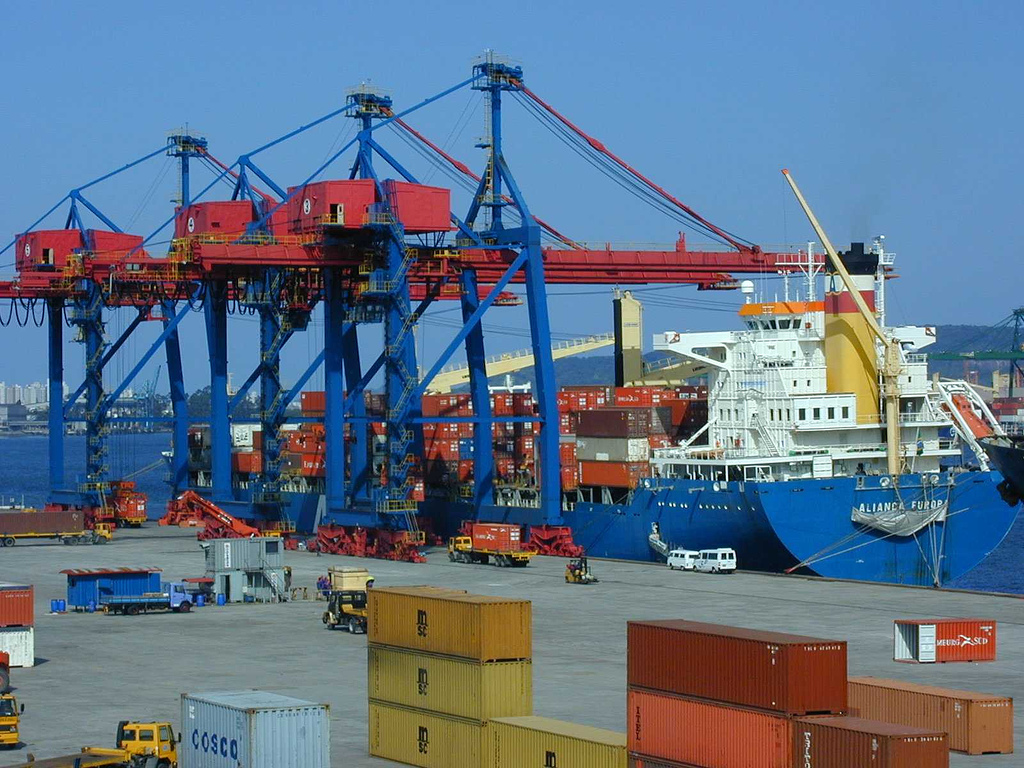
Puerto de Santos, el más activo de Brasil.

La región es un importante centro industrial, destacándose la industria siderúrgica en Cubatão, posee el puerto más activo de Brasil y América del Sur ubicado en Santos y constituye una importante zona turística al ser la zona balnearia más próxima a la ciudad de São Paulo.

## Municipios

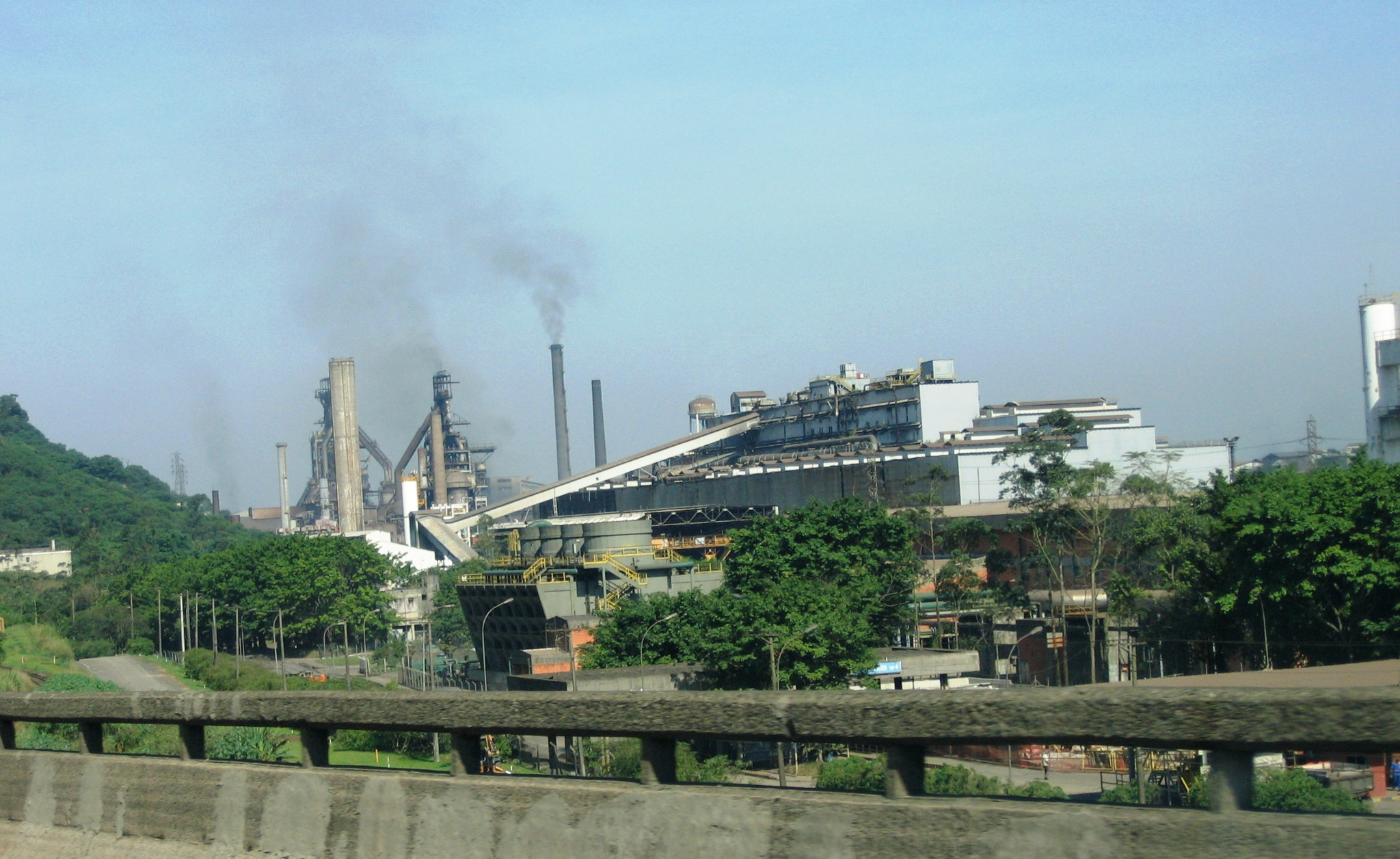
Contaminación ambeiental producida por las industrias en Cubatão.

| Municipio    | Superficie (km²) | Población (censo 2010) | PIB (R$)       |
| ------------ | ---------------- | ---------------------- | -------------- |
| Bertioga     | 491,7            | 45.694                 | 386.937.000    |
| Cubatão      | 142,3            | 116.010                | 5.372.360.000  |
| Guarujá      | 142,6            | 260.477                | 2.585.481.000  |
| Itanhaém     | 599,0            | 85.952                 | 560.088.000    |
| Mongaguá     | 143,2            | 46.268                 | 279.061.000    |
| Peruíbe      | 326,2            | 59.703                 | 410.133.000    |
| Praia Grande | 149,1            | 251.526                | 1.751.999.000  |
| Santos       | 280,3            | 407.506                | 8.765.521.000  |
| São Vicente  | 148,4            | 316.324                | 1.795.580.000  |
| Total        | 2.422,8          | 1.589.460              | 21.907.160.000 |